# Sibovia picchitula
Sibovia picchitula är en insektsart som beskrevs av Young 1977. Sibovia picchitula ingår i släktet Sibovia och familjen dvärgstritar. Inga underarter finns listade i Catalogue of Life.